# Gerhard Dickmeis
Gerhard Dickmeis (* 4. April 1918 in Heinsberg; † 1978 in Jülich) war ein deutscher Maler.
Dickmeis verbrachte seine Jugendjahre in Heinsberg und lebte später bis zu seinem Tod in Jülich.
Als er 6 Jahre alt war, starb sein Vater. Seine Mutter verdiente den Lebensunterhalt mit Näharbeiten, um Gerhard und seinen Bruder durchzubringen. 1932 verließ Dickmeis die Schule. Ein Studium an der Kunstakademie Düsseldorf scheiterte wegen der geringen finanziellen Mittel und der damaligen politischen Lage. Stattdessen machte er eine Lehre als Steinmetz in Jülich. Durch eine Augenverletzung behindert, bot sich 1937 die Möglichkeit zur Ausbildung als Plakatmaler an. In Caen geriet er im Zweiten Weltkrieg in Kriegsgefangenschaft. Hier errang er mit seinem Gemälde Das Urteil des Paris den ersten Preis. Nach der Entlassung verfolgte er den Berufswunsch des Kunstmalers mit Hilfe seiner Mutter und seiner Ehefrau Erika stetig weiter. Nach Ausstellungen in seinem Wohnort wurden die Gemälde auch 1969 im Kölner Opernhaus ausgestellt. Dickmeis ging mit seinen Werken selten in die Öffentlichkeit. Er arbeitete lieber still in seinem Atelier. Dickmeis unternahm viele Studienreisen nach Italien, Frankreich, Spanien und in die Niederlande. Dabei entwickelte er seine Vorliebe für Genrebilder. In der Presse wird er heute noch als Poet mit Pinsel bezeichnet.
Marcell Perse, Leiter des Museums Zitadelle in Jülich charakterisiert Dickmeis als „geradezu meisterhaft aus der Zeit gefallener altmeisterlicher Maler in der Moderne“.
Gerhard Dickmeis war Vorstandsmitglied des Luftsportvereins Bonn-Rhein-Sieg e. V.

## Werke (Auswahl)
- Fischerin am Meer, Öl auf Leinwand
- Rialtobrücke in Venedig, Öl auf Leinwand
- Barocke Landschaft, Öl auf Leinwand
- Blumenmarkt in Amsterdam, Öl auf Leinwand